# Российско-сербские отношения

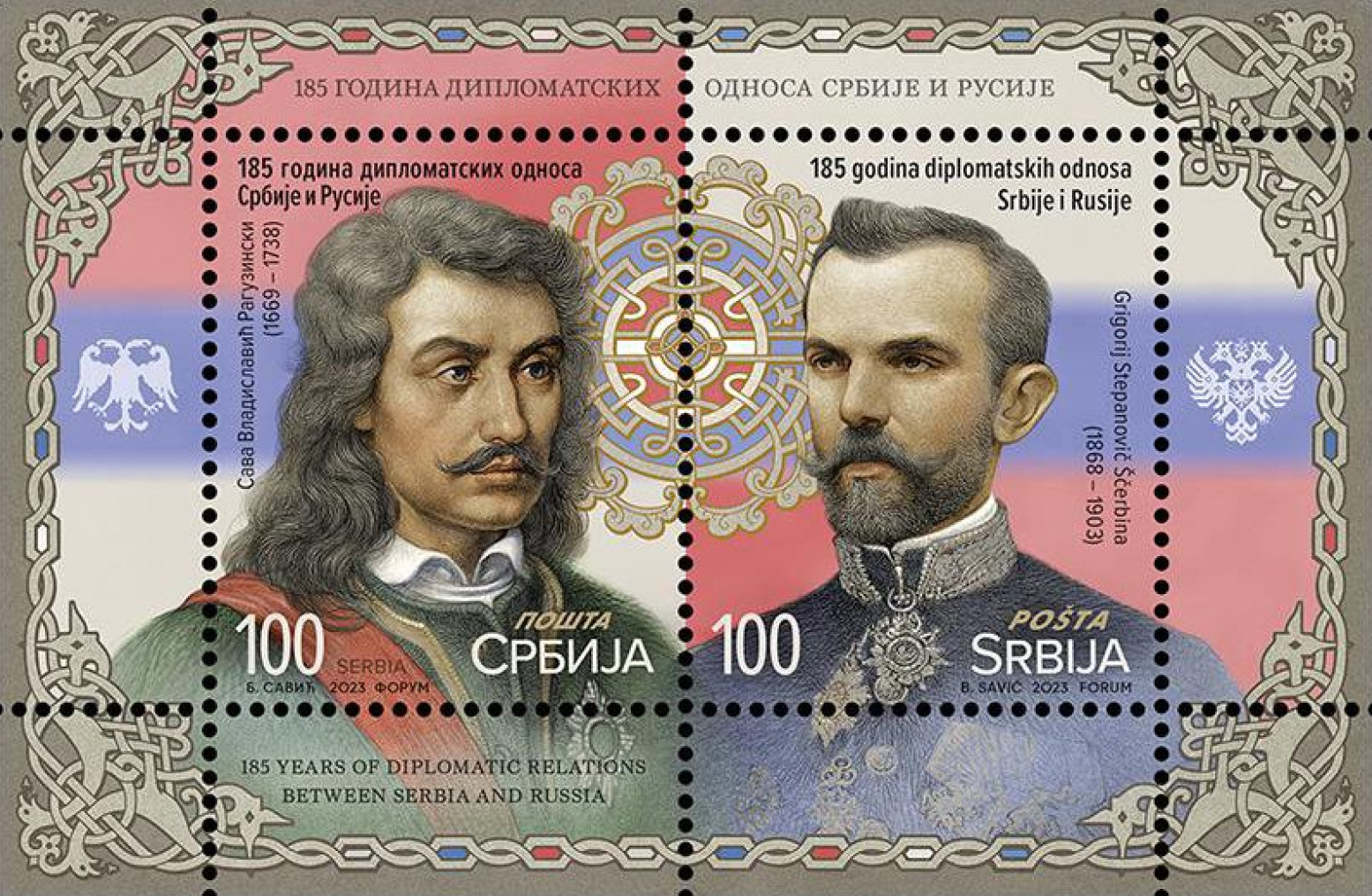
Почтовый блок Сербии, приуроченный к 185-летию установления дипломатических отношений между Россией и Сербией. Почта Сербии, 2023

Российско-сербские отношения — взаимоотношения между Россией и Сербией, официально оформленные в 1838 году с открытием консульства России в Княжестве Сербия, тогдашней автономии Османской империи. 
Россия, являясь в XIX веке бесспорным лидером панславянского мира, внесла огромный вклад в дело восстановления сербской государственности, потерянной по результатам продвижения Османской империи в Юго-Восточную и Центральную Европу в XIV—XVII веках. 
Взаимоотношения двух стран переживали и кризисные времена: по итогам Русско-турецкой войны 1877—1878, завершившейся подписанием Сан-Стефанского мирного договора, автономное Болгарское княжество при активном содействии и одобрении Российской империи должно было получить в свой состав большую часть территории Болгарского экзархата, включая города, которые, по мнению сербских властей и части общественности, были населены носителями штоковского диалекта сербохорватского языка.  
После Октябрьской революции двусторонние отношения были прерваны. Королевство СХС, созданное по результатам Парижской мирной конференции, долгое время не признавало новую московскую власть, однако из-за давления, оказываемого гитлеровской Германией, было вынуждено сделать это в июне 1940 года. 
После поражения Германии во Второй Мировой войне и установления социалистического режима Иосипа Броз Тито в Югославии отношения двух государств претерпели ряд сближений и кризисов. Союзом коммунистов Югославии был взят курс на построение Самоуправленческого социализма, модели, значительно отличавшейся от советской. Более того, в период Холодной войны Югославия стала лидером Движения неприсоединения и выступала в роли экономического посредника между странами НАТО и ОВД. 
На сегодняшний день Российская Федерация имеет посольство в Белграде, Сербия имеет посольство в Москве. Между двумя государствами существует безвизовый режим.. Двусторонний товарооборот в 2014 году составил 2123,0 млн долларов, тогда как пять лет до того (в 2009 году) он был почти вдвое меньше — 1102,7 млн долларов. По данным переписи 2002 года было 2588 русских, проживающих в Сербии. По данным переписи 2010 года было 3510 сербов, проживающих в России.
Россия является членом Евразийского экономического союза, в то время как Сербия входит в зону свободной торговли ЕАЭС.

## История

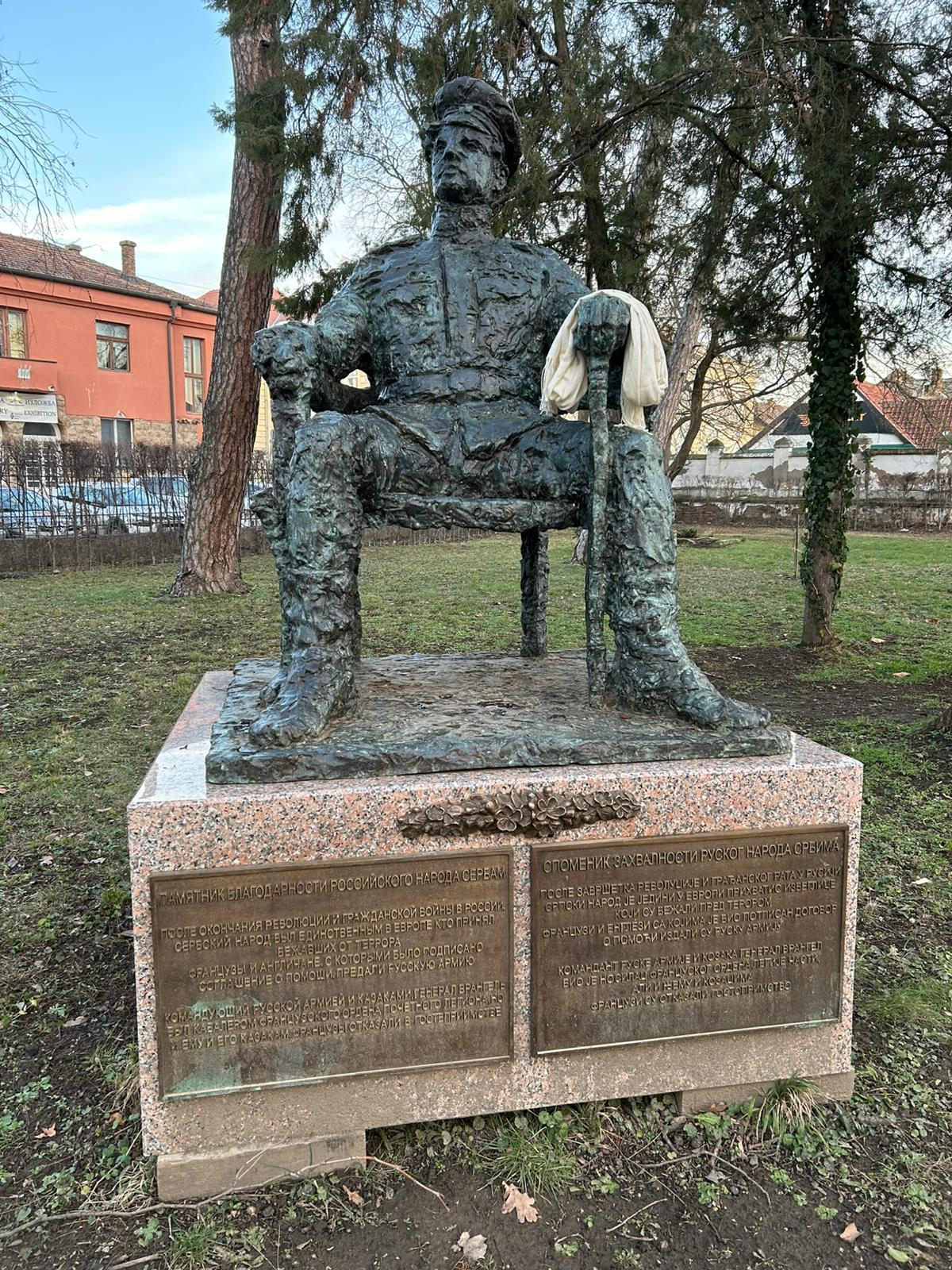
Памятник благодарности русского народа Сербам, Сремски-Карловци

Уже в XVIII веке были неудачные попытки создания в Российской империи автономий австрийских сербов (Новая Сербия, Славяносербия).
Россия способствовала восстановлению в XIX веке сербской государственности в ходе войн с Турцией. Однако в дальнейшем отношения двух стран складывались неоднозначно. Власти России не одобряли действия Белграда в Балканских войнах, однако оказали Белграду существенную помощь. Например, Российский красный крест на обе Балканские войны потратил более 1 млн рублей, из которых 33,60 % досталось Сербии, тогда как Турции только 1,58 % от этого объёма помощи.
В Первую мировую войну Россия выступила на стороне Сербии.
С СССР отношения у Белграда складывались не очень хорошо. Королевство Югославия признало СССР только в 1940 году (последней из балканских стран), а до того времени Белград служил прибежищем для белоэмигрантов.
Отношения с титовской Югославией развивались неровно: до 1948 года они были очень близкими, затем резко ухудшились и вскоре были разорваны. После смерти Сталина двусторонние отношения улучшились (СФРЮ даже принимала участие в работе структур СЭВ, хотя не стала полноправным членом этой организации), но Белград держался особняком в социалистическом мире, не поддерживая советскую политику вмешательства в дела соцстран и сохраняя хорошие отношения с США. При этом Югославия извлекала большую выгоду из торговли с СССР, а также смогла получить советские дешёвые кредиты (они в дальнейшем в значительной мере были списаны).
Распад Югославии вызвал волну сочувствия в России к сербам: в Сербию потянулись российские добровольцы, а власти РФ поддержали[как?] Белград в ходе Косовского конфликта.
В 1992 году Россия на заседании Совета Безопасности ООН Россия проголосовала за введение жестких санкций против Югославии. В связи с чем издание «Коммерсант» отмечало, что Россия предала сербов. В свою очередь редакторы «Независимой газеты» выражали недоумение от того, как Россия, предпринявшая столько дипломатических усилий, могла буквально за один день переметнуться на сторону Запада. В газете «Правда» охарактеризовали действия России как удар под дых

## Дипломатические представительства
Посольства России и Сербии
Посольство Сербии в России расположено по адресу: Москва, ул. Мосфильмовская, 46. Посольство России в Сербии: Белград, ул. Делиградска, 32.
| Фото | Имя                                                      | Сроки исполнения полномочий | Сроки исполнения полномочий | Работа в посольстве                                                                           | Фото |
| ---- | -------------------------------------------------------- | --------------------------- | --------------------------- | --------------------------------------------------------------------------------------------- | ---- |
|      | Данило Маркович                                          |                             |                             |                                                                                               |      |
|      | Борислав Милошевич                                       |                             |                             |                                                                                               |      |
|      | Данило Вуксанович                                        |                             |                             | 18 июня 2001 — вручил верительные грамоты                                                     |      |
|      | Милан Рочен                                              | 2003 год                    | 2006 год                    | 22 января 2004 — вручил верительные грамоты, в 2006 стал министром иностранных дел Черногории |      |
|      | Станимир Вукичевич                                       |                             |                             | 27 июля 2007 — вручил верительные грамоты                                                     |      |
|      | Елица Курьяк (серб. Јелица Курјак, Jelica Kurjak)        | 17 декабря 2008             | 24 октября 2012             | 29 мая 2009 — вручила верительные грамоты                                                     |      |
|      | Славенко Терзич (серб. Славенко Терзић, Slavenko Terzić) | 24 декабря 2012             |                             | 24 января 2013 — вручил верительные грамоты                                                   |      |

| № | Фото | Имя                             | Сроки исполнения полномочий | Сроки исполнения полномочий | Работа в посольстве                                                          | Фото |
| - | ---- | ------------------------------- | --------------------------- | --------------------------- | ---------------------------------------------------------------------------- | ---- |
| 1 |      | Ивановский, Владимир Евгеньевич |                             |                             |                                                                              |      |
| 2 |      | Алексеев, Александр Николаевич  | июнь 2006                   | 27 марта 2008               | с 22 сентября 2004 и до распада государства был послом в Сербии и Черногории |      |
| 3 |      | Конузин, Александр Васильевич   | 27 марта 2008               | 16 сентября 2012            | вручил верительные грамоты 18 апреля 2008                                    |      |
| 4 |      | Чепурин, Александр Васильевич   | с 16 сентября 2012          |                             |                                                                              |      |

## Экономические отношения
Товарооборот России и Сербии в 2014 году составлял 2123,0 млн долларов США. При этом экспорт России (1019,6 млн долларов — углеводороды, химические товары, металлы и изделия из них, машины и оборудование) был примерно равен по стоимости поставкам Сербии в РФ (1103,4 млн долларов — машины и оборудование, продукция химической промышленности, одежда и обувь, продовольствие). За последние пять лет обозначилась тенденция к опережающему росту объёмов сербских поставок по сравнению с российскими. Если в 2009 году российский экспорт в Сербию (744,3 млн долларов) более, чем вдвое превысил импорт в РФ из этой страны (358,4 млн долларов), то в 2014 году уже сербские поставки по стоимости превосходили российские поставки в Сербию. Кроме того, сербской статистикой отмечено снижение доли России в поставках энергоносителей. Например, по сербским данным в 2008 году на Россию пришлось 59,4 % поставляемых в Сербию продуктов топливно-энергетического комплекса, а в 2012 году только 44,9 %. Удельный вес России во внешней торговле Сербии значителен — 9,5 % (2014 год).
По сербскому экспорту Россия занимает четвёртое место в мире, по импорту — третье. Россия является единственным поставщиком природного газа в Сербию (в 2012 году поставлено 1,5 млрд м³), обеспечивает около 70 % импорта сырой нефти и нефтепродуктов.
Двусторонней торговле очень мешает отсутствие общей границы и выхода Сербии в мировой океан, что приводит к необходимости транспортировки сербских товаров через третьи страны. В результате увеличиваются как сроки доставки, так и розничная цена товаров. Например, в 2015 году Сербия была вынуждена поставлять свинину в Россию через черногорский порт Бар, причем маршрут поставок составил более 7,5 тыс. км., а время доставки 13 суток. Транзит же свинины по более короткому (2,5 тыс. км) маршруту через страны ЕС оказался невозможен, так как Евросоюз запретил ввоз свиного мяса из Сербии из-за чумы. Неудивительно, что даже эмбарго на импорт мяса, введенное в 2014 году не увеличило объём поставок сербской свинины в Россию. В 2015 году Сербия поставила в РФ заметно меньше свинины (10670 тонн), чем в 2014 году (14500 тонн).
С 2000 года остаётся в силе соглашение о свободной торговле между двумя странами: свыше 90 % товаров освобождено от уплаты таможенных пошлин. С 2009 года действует безвизовый режим. В 2013 году в России побывали 107,6 тыс. граждан Сербии, в том числе 23,7 тыс. туристов; Сербию посетили 38,4 тыс. граждан России.

### Российские кредиты Сербии
В 2013 году заключено соглашение о выделении Сербии российской стороной кредита на 500 млн долларов под 3,5 % годовых сроком на 10 лет с отсрочкой платежа на 2 года. Первый транш этого займа в размере 300 млн долларов решено направить на погашение бюджетного дефицита Сербии.

### Инвестиции

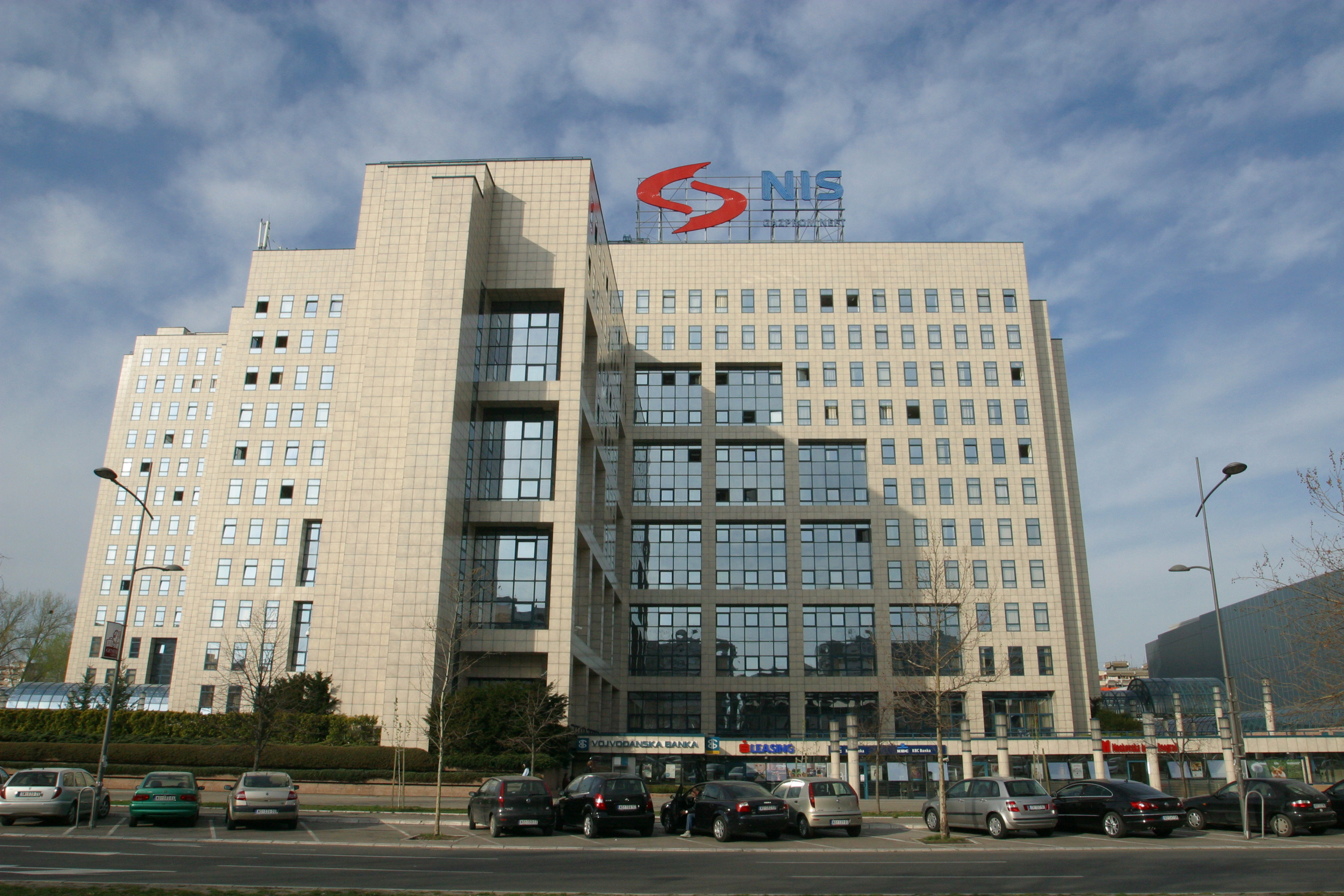
NIS — крупнейшая сербская компания с российским участием

С 2002 по 2014 годы размер российских инвестиций (в основном нефтегазовыми компаниями) в Сербию составил около 3 млрд долларов. В 2003 году «Лукойл» за 117 млн евро купил 79,5 % сербской Beopetrol (ныне «Лукойл-Сербия») — одной из крупнейших компаний, владеющей нефтебазами и сетью АЗС в Сербии. В 2008 году «Газпром нефть» за 400 млн евро в ходе приватизации приобрела 51 % акций «Нефтяной индустрии Сербии» (NIS), позднее увеличив участие до 56,15 %. Компания владеет сетью 408 АЗС и двумя нефтеперерабатывающими заводами мощностью 7,3 млн тонн в год. Дочерней компании «Зарубежнефти» принадлежит 81 АЗС в Сербии. В 2013 году страны подписали соглашение о выделении Сербии кредита в размере 800 млн долларов для модернизации железных дорог. На 2014 год Российские железные дороги реализуют проект стоимостью 941 млн долларов. Кроме энергетики российские компании вкладывают инвестиции в туризм, банковскую сферу, машиностроение, цветную металлургию, химическую промышленность. Российские компании на десятки миллионов долларов приобрели завод «Ястребац» в Нише, «Завод медных труб» в городе Майданпеке, туристическое предприятие «Путник». Российские компании в 2000-е годы участвовали в реконструкции объектов энергетики Сербии, в том числе ГЭС «Джердап I».
Сербские инвестиции в российскую экономику за 2003—2010 годы составили порядка 430 млн долларов. Крупнейшим инвестором на 2012 год являлся производитель напольных покрытий «Синтелон», инвестировавшая за несколько лет свыше 300 миллионов долларов. Фармацевтическая компания «Хемофарм» в 2006 году открыла в городе Обнинске фабрику твёрдых лекарственных препаратов.

## Военно-техническое сотрудничество
С 2015 года проводятся совместные военные учения, в т.ч. ежегодные российско-белорусско-сербские «Славянское братство». За это время республика приобрела у России пять вертолетов Ми-17В-5 и семь Ми-35М, батарею ЗРПК «Панцирь-С1». Сербия также получила в дар: шесть модернизированных истребителей МиГ-29, 30ков Т-72МС, 30 бронированных дозорно-разведывательных машин БРДМ-2МС.
27 июня 2021 года на юго-западе Сербии прошли крупнейшие военные учения «Молниеносный удар 2021», в которых использовалась полученная по военному соглашению и купленная в России военная техника.

## Отношение к русским в Сербии

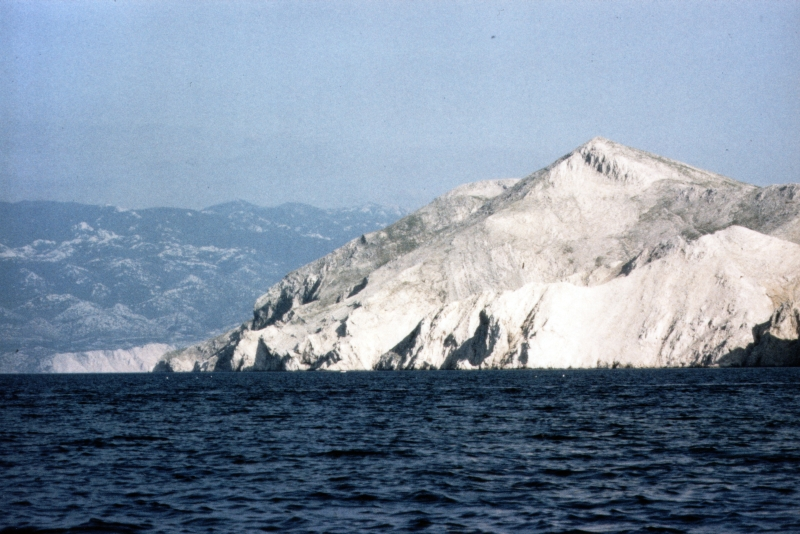
В Югославии симпатизёров КПСС и сталинистов отправляли в концлагерь на Голом Отоке

Сербы среди балканских народов в начале XXI века в наибольшей степени сохранили симпатии к России, особенно сербские крестьяне. По опросам общественного мнения, проведённым в 2010 году, сербы относились к русским лучше, чем к французам, немцам и итальянцам.
Отношения между русскими и сербами исторически зависели от отношений между двумя государствами. Негативный отпечаток в памяти народов в XX веке оставило отсутствие дипломатических отношений между Югославией и СССР до Второй мировой войны (из-за того, что король Александр отказывался принимать большевизм). В 1948 году отношения были омрачены конфликтом между Сталиным и Тито. Поведение официальной России во время кризиса в Югославии в 1991—2001 годы воспринималось сербами как предательство по отношению к ним. Сохранились в XX веке существовавшие и ранее завышенные ожидания сербов от России.
Близкое знакомство с русскими у сербов впервые произошло в XVIII веке, когда на окраине Российской империи (ныне Луганская область и Кировоградская область) поселилось несколько тысяч сербов, и эта область впоследствии получила названия Славяносербия и Новая Сербия. Однако сербские переселенцы относительно быстро растворились среди местного населения. Повторно сербы соприкоснулись с русскими во время сербско-турецкой войны, когда в 1876 году на помощь сербам пришли около трёх тысяч русских добровольцев. В XX веке народы вместе воевали на Балканах против общих противников в Первой мировой войне. После 1917 года около 40 тысяч русских эмигрировали в Сербию. В 1944 году этнические русские в рядах Красной армии освобождали Белград. Около трёхсот добровольцев из России принимали участие в войнах бывшей Югославии в 1991—2001 годы. В тот же период блокады Югославии десятки тысяч сербов работали строителями в России. На начало XXI века в Сербии проживает около 2,5 тысяч русских, среди которых встречаются и потомки эмигрантов начала XX века.

### Отношения с русскими эмигрантами

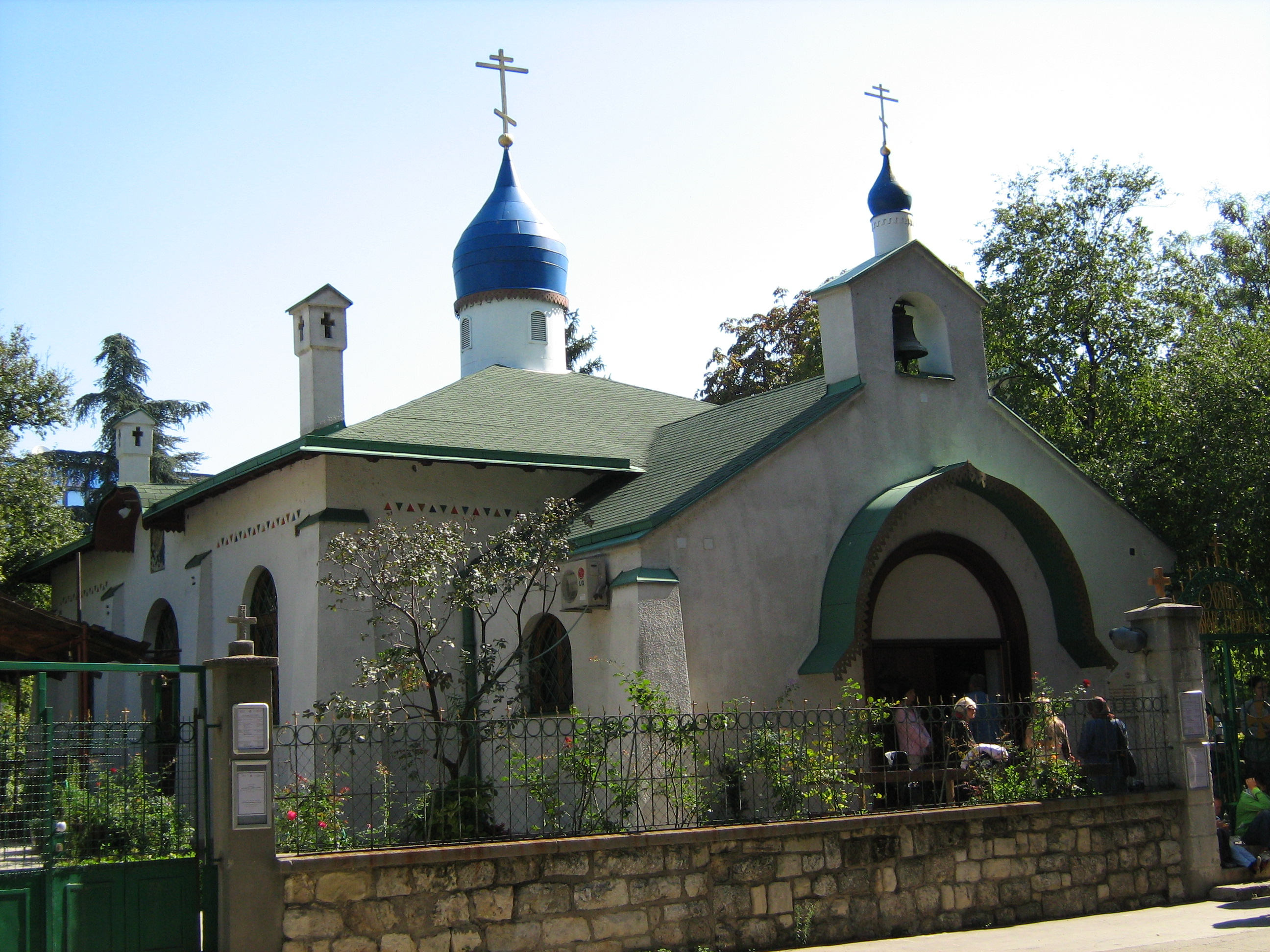
Церковь Святой Троицы

Во время Первой мировой войны и последующем приёме русских беженцев после революции 1917 года отношение к русским какое-то время было доброжелательным. Симпатию испытывал и король Александр. Однако впоследствии сербы обнаружили «неприспособленность пришельцев к повседневной жизни»; удивляло, что русские постоянно пьют чай, целуют женщинам руки, зимой купаются в море. Насмешки и недовольство сербских соседей стала вызывать привычка русских подкармливать бездомных котят. Как отмечал специалист по русской эмиграции М. Йованович: 
Балканские народы столкнулись с людьми, у которых было другое восприятие пространства и времени, другое мировосприятие… Вскоре выяснилось, что у этих „других“ почти всё по-другому… Это была встреча (а затем и совместное существование) двух совершенно различных миров.

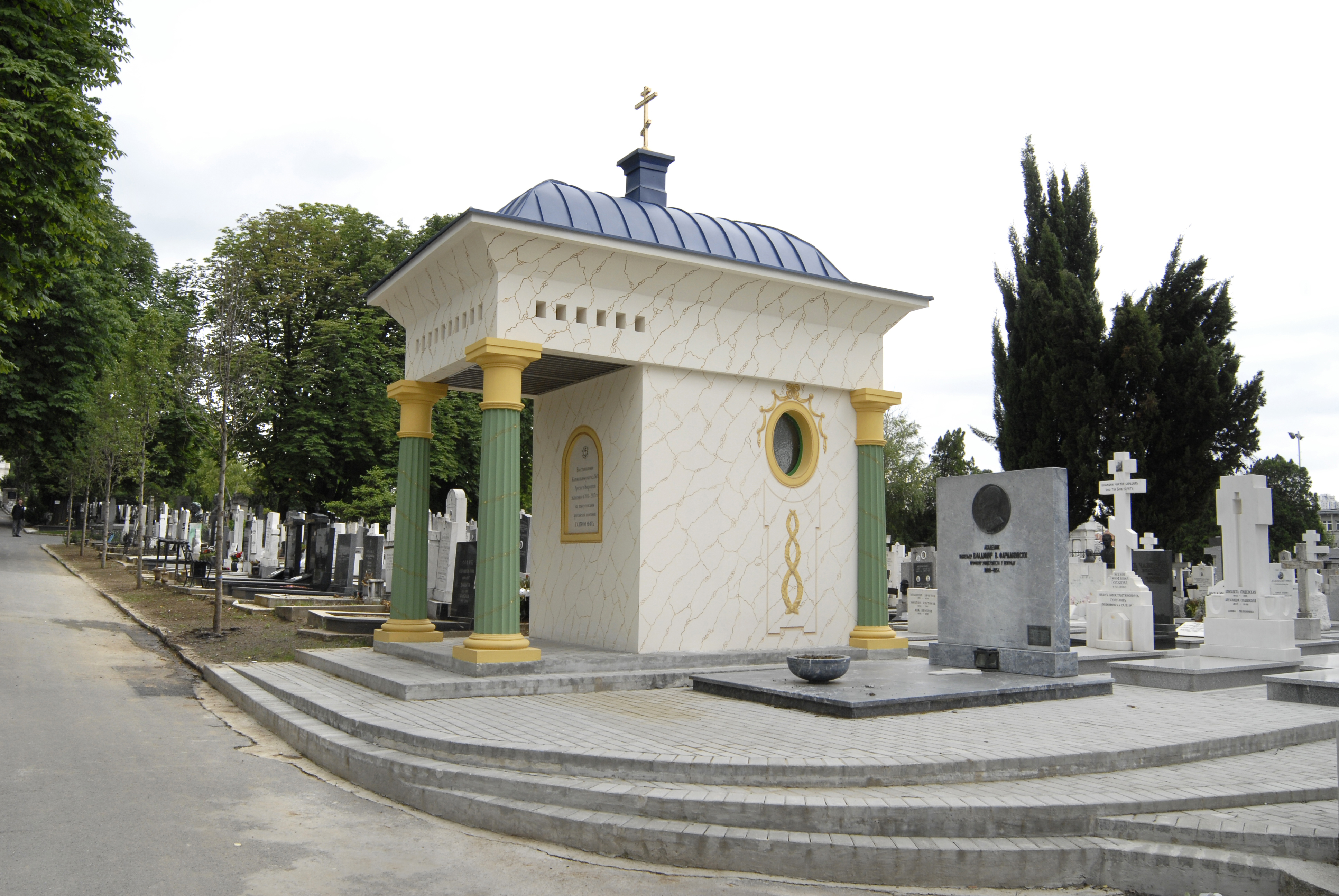
Русский некрополь на Новом кладбище в Белграде

Русские изгнанники в межвоенный период верили, что скоро вернутся на родину, поэтому не стремились принимать местный образ жизни. Сербский этнолог Д. Дрляча среди причин обособленности русских от сербского общества называл бо́льшую самостоятельность женщин, пристрастие русских к литературе, музыке, живописи, особую приверженность к религии. Историк русской эмиграции в Югославии В. Маевский замечал, что в отличие от русского, «сербское православие не богато мистикой; оно какое-то практическое и есть в нём что-то привычное и формальное… Служат сербы в большинстве не достаточно проникновенно; ещё того хуже поют». По впечатлениям Зинаиды Николаевны Гиппиус, «сербское православие… не такое: более бытовое и народное, более простое, а главное, — более весёлое». Со временем идиллия в отношениях между сербами и русскими закончилась: «между сербским обществом и русской эмиграцией оказалось мало точек соприкосновения». По воспоминаниям современника, сербы заметили высокомерие выходцев из российской элиты, обозлились на них. В газетах и на радио стали высмеивать русских под вымышленными именами «Ниночки» и «Серёжи». Симпатии к русским сохранили только элита и крестьянство, средний класс проявлял равнодушие. Во время Второй мировой войны на русских совершались физические нападения, по оккупированной Югославии «прокатилась волна убийств русских эмигрантов». В 1944 году, когда Красная армия вошла в Белград, отношение изменилось: сербы приняли советского солдата как освободителя, восхищались «многочисленной и мощной советской бронетехникой».

## Распространение русского языка в Сербии

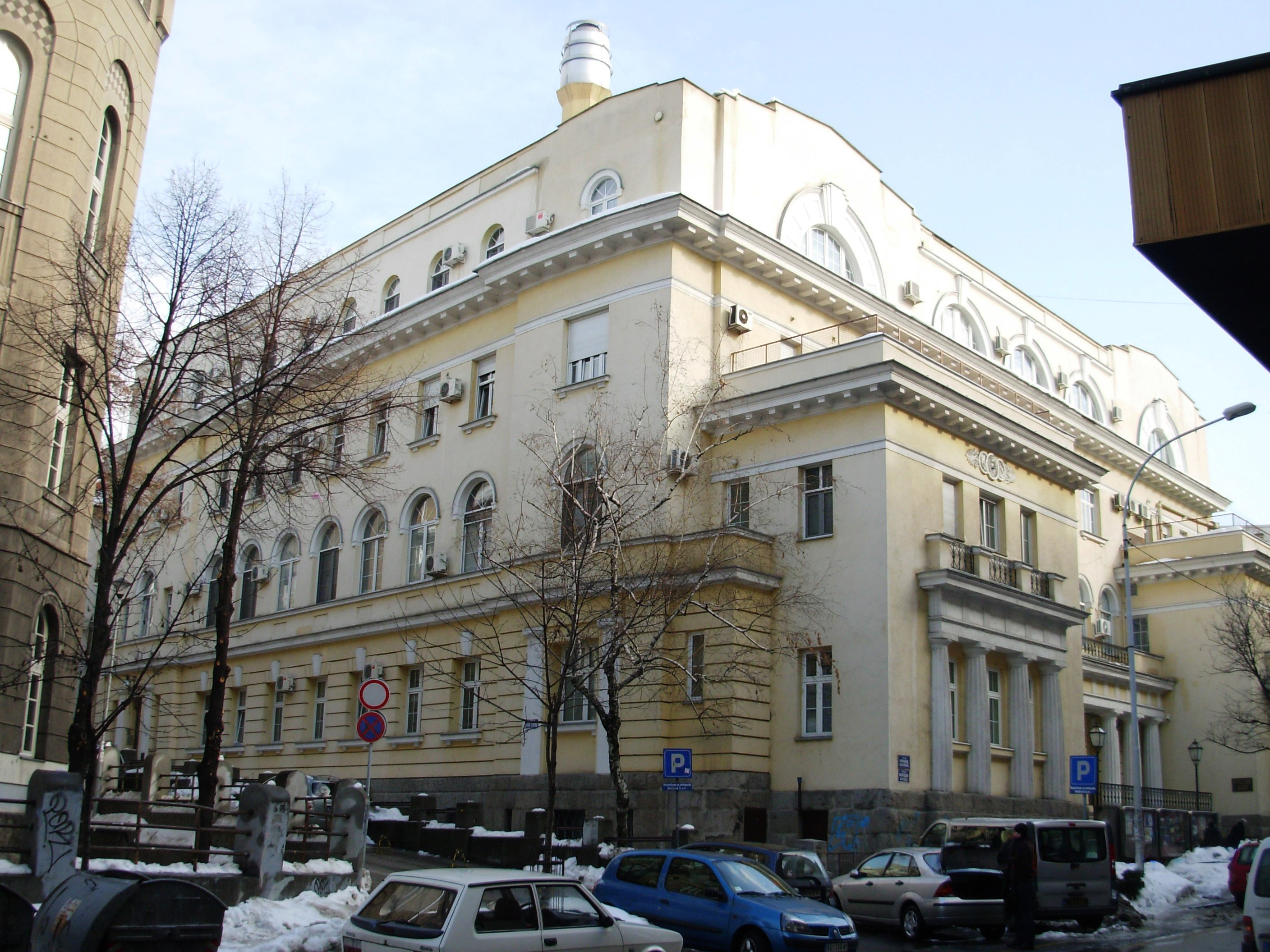
«Русский дом» в Белграде

История преподавания русского языка в Сербии начинается в XIX веке. Уже в 1849 году русский язык стал обязательным предметом в белградской богословской школе. Во второй половине XIX века русский язык был весьма распространен в высших учебных заведениях Сербии: по состоянию на 1881 год он был обязательным предметом во всех классах Высшего женского училища, на историко-филологическом факультете Великой школы, Духовной семинарии, Учительской школе. Особую роль в продвижении русского языка сыграл командированный в Белград из России профессор Кулаковский. Однако после его отъезда в 1882 году преподавание русского языка пошло на спад, а в Великой школе вовсе прекратилось до 1895 года.
Русский язык в Югославии после Второй мировой войны был самым популярным из всех иностранных языков: им к концу 1980-х годов владело около половины населения страны. В Сербии в 1990 году русским языком владели 4,2 млн человек, 2,1 млн в 2004 году и 1,4 млн в 2010 году (или 19,7 % всего населения страны). По показателю 2010 года Сербия уступала только таким странам бывшей Восточной Европы, как Болгария (27,2 % населения), Словакия (24 %) и Черногория (23,9 %). За период с 2004 по 2011 годы число школ, где преподавался русский язык, сократилось в 2,5 раза; количество же учеников, изучающих русский язык в сербских школах, упало со 131 тысячи до 63 тысяч человек. Русский язык изучают только 7,6 % всех школьников, в то время как французский — 9,7 %, немецкий — 10,5 %, английский — 70 %. В Сербии русский язык изучается с 3,5 класса 2 раза в неделю. Необычайно высокий интерес к русскому языку проявляется в самопровозглашённой Республике Косово.
Кафедры русского языка имеются на филологическом факультете Белградского университета, философском факультете Нови-Садского университета, филологическом факультете Нишского университета, университете города Вране, в филологической гимназии в Белграде и Гимназии имени Змая в Нови-Саде. К ассоциациям преподавателей русского языка и литературы относятся Славистическое общество Сербии, Славистическое объединение Нови-Сада и Воеводины, Общество русистов Косова и Метохии. Действует русская средняя школа при российском посольстве в Белграде. Сербский язык в России преподаётся на кафедре славянских языков и культур МГУ, на кафедре славянской филологии СПбГУ и в МГИМО. В Белграде с 1933 года действует Российский центр науки и культуры «Русский дом».

## Культура и образование
См. также статьи Русские в Сербии, Сербы в России
Югославия и Российская Федерация подписали Соглашение о сотрудничестве в областях культуры, образования, науки и спорта 19 июля 1995 года. На основании этого соглашения была подписана программа сотрудничества в области образования, науки и культуры в декабре 2001 года на период 2002—2004 годов. Дни культуры России были проведены в Сербии и Черногории в 2002 году, а дни культуры Сербии и Черногории были проведены в России в 2003 году.
В январе 2020 года Народная Скупщина ратифицировала Соглашение с Российской Федерацией о передаче ей семи работ кисти Николая Рериха из собрания Национального музея Сербии. В свою очередь, Российская Федерация законодательно обязалась передать 166-й лист Мирославова Евангелия из Императорской публичной библиотеки Санкт-Петербурга.  

## Встречи на высшем уровне
| Президент России             | Премьер-министр России      | Президент Югославии | Премьер-министр Югославии | Дата, место и тема встречи | Фото |
| ---------------------------- | --------------------------- | ------------------- | ------------------------- | --- | ---- |
| Путин, Владимир Владимирович | Касьянов, Михаил Михайлович | Коштуница, Воислав  | Булатович, Момир          | 27 октября 2000 Россия, Москва Путин — Коштуница: Вопросы двустороннего торгово-экономического и политического сотрудничества, а также проблемы региональной безопасности |      |
| Путин, Владимир Владимирович | Касьянов, Михаил Михайлович | Коштуница, Воислав  | Жижич, Зоран              | 16—17 июня 2001 Югославия, Белград, Приштина Путин — Коштуница: Встреча и рабочий ужин состоялись 16 июня, а переговоры прошли 17 июня. Особое внимание было уделено поставкам в Югославию российских энергоносителей. После Путин отправился на базу российских миротворцев в Косово и Метохию |      |

| Президент России              | Премьер-министр России        | Президент Сербии   | Премьер-министр Сербии | Дата, место и тема встречи | Фото |
| ----------------------------- | ----------------------------- | ------------------ | ---------------------- | --- | ---- |
| Путин, Владимир Владимирович  | Касьянов, Михаил Михайлович   | Милутинович, Милан | Джинджич, Зоран        | 17 июня 2001 Югославия, Белград Путин — Джинджич: Встреча состоялась 17 июня в рамках двухдневного визита Путина в Югославию. |      |
| Путин, Владимир Владимирович  | Фрадков, Михаил Ефимович      | Маркович, Предраг  | Коштуница, Воислав     | 3 июня 2004 Россия, Сочи Путин — Коштуница: ситуация в Косово и Метохии, торгово-экономическое сотрудничество |      |
| Путин, Владимир Владимирович  | Фрадков, Михаил Ефимович      | Тадич, Борис       | Коштуница, Воислав     | 15 ноября 2005 Россия, Москва Путин — Тадич: Обсуждение ситуации на Балканах, в том числе проблемы Косово и Метохии. Развитие торгово-экономических отношений |      |
| Путин, Владимир Владимирович  | Фрадков, Михаил Ефимович      | Тадич, Борис       | Коштуница, Воислав     | 13 июня 2006 Россия, Санкт-Петербург Путин — Коштуница: встреча в рамках X Петербургского международного экономического форума |      |
| Путин, Владимир Владимирович  | Фрадков, Михаил Ефимович      | Тадич, Борис       | Коштуница, Воислав     | 9 июня 2007 Россия, Санкт-Петербург Путин — Коштуница: встреча в рамках XI Петербургского международного экономического форума |      |
| Путин, Владимир Владимирович  | Фрадков, Михаил Ефимович      | Тадич, Борис       | Коштуница, Воислав     | 24 июня 2007 Хорватия, Загреб Путин — Тадич: Встреча в рамках Балканского энергетического саммита. |      |
| Путин, Владимир Владимирович  | Зубков, Виктор Алексеевич     | Тадич, Борис       | Коштуница, Воислав     | 25 января 2008 Россия, Москва Путин — Тадич, Коштуница: Подписание Соглашения между Правительствами России и Сербии о сотрудничестве в нефтегазовой отрасли и Соглашения об условиях приобретения ОАО «Газпром нефть» акций компании «Нефтяная индустрия Сербии», составляющих 51 % уставного капитала. |      |
| Медведев, Дмитрий Анатольевич | Путин, Владимир Владимирович  | Тадич, Борис       | Цветкович, Мирко       | 9 декабря 2008 Россия, Москва Медведев, Путин — Тадич: Прибытие Бориса Тадича на похороны Патриарха Московского и всея Руси Алексия II. Официальные встречи не проводились, но оба президента и премьер-министр России присутствовали на литургии в Храме Христа Спасителя.                             |      |
| Медведев, Дмитрий Анатольевич | Путин, Владимир Владимирович  | Тадич, Борис       | Цветкович, Мирко       | 24 декабря 2008 Россия, Москва Медведев — Тадич: Вопросы торгово-экономического сотрудничества, подписаны соглашения в энергетической области о приобретении акций компании «НИС» и строительству газопровода Южный поток, обсуждена идея проведения Года России в Сербии и Года Сербии в России        |      |
| Медведев, Дмитрий Анатольевич | Путин, Владимир Владимирович  | Тадич, Борис       | Цветкович, Мирко       | 17 января 2009 Россия, Москва Медведев, Путин — Цветкович: Международная конференция по проблеме поставок российского газа в страны Европы. Двусторонняя встреча не проводилась. |      |
| Медведев, Дмитрий Анатольевич | Путин, Владимир Владимирович  | Тадич, Борис       | Цветкович, Мирко       | 24 сентября 2009 США, Нью-Йорк Медведев — Тадич: Встреча в рамках Генеральной Ассамблеи ООН. На встрече обсуждался предстоящий визит Медведева в Белград |      |
| Медведев, Дмитрий Анатольевич | Путин, Владимир Владимирович  | Тадич, Борис       | Цветкович, Мирко       | 20 октября 2009 Сербия, Белград Медведев — Тадич, Цветкович: Визит приурочен к 65-летию освобождения Белграда от немецких войск. Подписано семь соглашений о сотрудничестве. |      |
| Медведев, Дмитрий Анатольевич | Путин, Владимир Владимирович  | Тадич, Борис       | Цветкович, Мирко       | 9 мая 2010 Россия, Москва Медведев, Путин — Тадич: Визит приурочен к 65-летию Победы в Великой Отечественной войне. |      |
| Медведев, Дмитрий Анатольевич | Путин, Владимир Владимирович  | Тадич, Борис       | Цветкович, Мирко       | 23 марта 2011 Сербия, Белград Путин — Тадич, Цветкович |      |
| Путин, Владимир Владимирович  | Медведев, Дмитрий Анатольевич | Николич, Томислав  | Цветкович, Мирко       | 26 мая 2012 Россия, Москва Путин — Николич |      |
| Путин, Владимир Владимирович  | Медведев, Дмитрий Анатольевич | Николич, Томислав  | Цветкович, Мирко       | 21 июня 2012 Бразилия, Рио-де-Жанейро Медведев — Николич |      |
| Путин, Владимир Владимирович  | Медведев, Дмитрий Анатольевич | Николич, Томислав  | Дачич, Ивица           | 11 сентября 2012 Россия, Сочи Путин — Николич |      |
| Путин, Владимир Владимирович  | Медведев, Дмитрий Анатольевич | Николич, Томислав  | Дачич, Ивица           | 10 апреля 2013 Россия, Ново-Огарёво Путин — Дачич |      |
| Путин, Владимир Владимирович  | Медведев, Дмитрий Анатольевич | Николич, Томислав  | Дачич, Ивица           | 24 мая 2013 Россия, Сочи Путин — Николич |      |
| Путин, Владимир Владимирович  | Медведев, Дмитрий Анатольевич | Николич, Томислав  | Дачич, Ивица           | 30 октября 2013 Россия, Москва Путин — Николич |      |
| Путин, Владимир Владимирович  | Медведев, Дмитрий Анатольевич | Николич, Томислав  | Вучич, Александр       | 7 июля 2014 Россия, Ново-Огарёво Путин — Вучич |      |
| Путин, Владимир Владимирович  | Медведев, Дмитрий Анатольевич | Николич, Томислав  | Вучич, Александр       | 16 октября 2014 Сербия, Белград Путин — Николич, Вучич: По итогам российско-сербских переговоров подписан пакет документов. |      |